# Liga de Campeones de la OFC 2007-08
La Liga de Campeones de la OFC 2007-08 fue la séptima edición del máximo torneo continental de Oceanía. El formato de la edición anterior se mantuvo, con la única diferencia que se agregó una fase preliminar para decidir al sexto participante de la fase de grupos.
Se disputó entre el 27 de octubre de 2007 y el 4 de mayo de 2008. El Waitakere United neozelandés derrotó 6-3 en el global al Kossa salomonense en la final y obtuvo su segundo título consecutivo en el torneo y la clasificación a la Copa Mundial de Clubes de la FIFA 2008.

## Equipos participantes
| Asociación                                                                                        | Equipo                                   | Método de Clasificación                                            |
| Equipos clasificados a la fase de grupos                                                          | Equipos clasificados a la fase de grupos | Equipos clasificados a la fase de grupos                           |
| ------------------------------------------------------------------------------------------------- | ---------------------------------------- | ------------------------------------------------------------------ |
| Fiyi                                                                                              | Ba FC                                    | Campeón de la Fiji National Football League 2007                   |
| Nueva Zelanda                                                                                     | Auckland City                            | Ganador del New Zealand Championship 2006–07                       |
| Nueva Zelanda                                                                                     | Waitakere United                         | 1.er Lugar de la Fase Regular del New Zealand Championship 2006–07 |
| Islas Salomón                                                                                     | Kossa                                    | Campeón de la Solomon Islands National Club Championship 2006-07   |
| Tahití                                                                                            | Manu-Ura                                 | Campeón de la 2005–06 Tahiti Division Fédérale 2005-06             |
| Equipos participantes en la fase preliminar                                                       |                                          |                                                                    |
| Islas Cook                                                                                        | Nikao Sokattak                           | Campeón de la Cook Islands Round Cup 2006                          |
| [[Archivo:{{{bandera alias-1853}}}\|20x20px\|border\|Bandera de Nueva Caledonia]] Nueva Caledonia | Baco                                     | Campeón de la New Caledonia Super Ligue 2006-07                    |
| Papúa Nueva Guinea                                                                                | University Inter                         | Campeón del Papúa New Guinea overall final 2006                    |
| Vanuatu                                                                                           | Tafea FC                                 | Ganador de la VFF Bred Cup 2007                                    |

## Fase preliminar
Se disputó en Numea, Nueva Caledonia entre el 12 y el 16 de junio de 2007. El Tafea clasificó a la fase de grupos.
| Equipo           | Pts                | J                  | G                  | E                  | P                  | GF                 | GC                 | GD                 |
| ---------------- | ------------------ | ------------------ | ------------------ | ------------------ | ------------------ | ------------------ | ------------------ | ------------------ |
| Tafea            | 6                  | 2                  | 2                  | 0                  | 0                  | 10                 | 1                  | +9                 |
| Baco             | 3                  | 2                  | 1                  | 0                  | 1                  | 2                  | 5                  | −3                 |
| University Inter | 0                  | 2                  | 0                  | 0                  | 2                  | 1                  | 7                  | −6                 |
| Nikao Sokattack  | Abandonó el torneo | Abandonó el torneo | Abandonó el torneo | Abandonó el torneo | Abandonó el torneo | Abandonó el torneo | Abandonó el torneo | Abandonó el torneo |

| 12 de junio de 2007 | Baco                         | 2:0 (0:0) | University Inter FC | Estadio Numa-Daly Magenta, Numea, Nueva Caledonia |  |
|                     | Nea 50' (pen.) · Mercier 73' |           |                     |                                                   |  |

| 14 de junio de 2007 | Tafea                                             | 5:1 (2:0) | University Inter FC | Estadio Numa-Daly Magenta, Numea, Nueva Caledonia |  |
|                     | Qorig 4' 67' · Naprapol 44' · Gete 55' · Nake 86' |           | Daniel 90'          |                                                   |  |

| 16 de junio de 2007 | Baco | 0:5 (0:2) | Tafea                                 | Estadio Numa-Daly Magenta, Numea, Nueva Caledonia |  |
|                     |      |           | Iwai 43' 85' · Naprapol 45+1' 70' 74' |                                                   |  |

## Fase de grupos

### Grupo A
| Equipos          | J | G | E | P | GF | GC | GD | Pts |
| ---------------- | - | - | - | - | -- | -- | -- | --- |
| Waitakere United | 4 | 2 | 2 | 0 | 5  | 3  | 2  | 8   |
| Auckland City    | 4 | 2 | 1 | 1 | 8  | 2  | 6  | 7   |
| Manu-Ura         | 4 | 0 | 1 | 3 | 2  | 10 | −8 | 1   |

| 27 de octubre de 2007 | Auckland City                                                               | 6:0 (3:0) | Manu Ura |  |  |
|                       | Jordan 6' 34' (pen.) · Young 44' · Coombes 52' · Campbell 68' · Urlovic 70' |           |          |  |  |

| 31 de octubre de 2007 | Waitakere United        | 2:1 (0:0) | Manu Ura     |  |  |
|                       | Totori 75' · Emblen 79' |           | Tauihara 49' |  |  |

| 15 de febrero de 2008 | Manu Ura       | 1:1 (0:0) | Waitakere United |  |  |
|                       | Mataitai 90+1' |           | Bale 63'         |  |  |

| 20 de febrero de 2008 | Auckland City | 0:1 (0:0) | Waitakere United |  |  |
|                       |               |           | Pearce 57'       |  |  |

| 28 de marzo de 2008 | Manu Ura | 0:1 (0:0) | Auckland City |  |  |
|                     |          |           | Suri 82'      |  |  |

| 2 de abril de 2008 | Waitakere United  | 1:1 (1:1) | Auckland City |  |  |
|                    | Pearce 30' (pen.) |           | Lee 3'        |  |  |

### Grupo B
| Equipo  | J | G | E | P | GF | GC | GD | Pts |
| ------- | - | - | - | - | -- | -- | -- | --- |
| Kossa   | 4 | 2 | 2 | 0 | 8  | 4  | 4  | 8   |
| Tafea   | 4 | 1 | 2 | 1 | 4  | 4  | 0  | 5   |
| Ba F.C. | 4 | 1 | 0 | 3 | 4  | 8  | −4 | 3   |

| 27 de octubre de 2007 | Kossa      | 1:1 (0:0) | Tafea     |  |  |
|                       | Davani 61' |           | Qorig 71' |  |  |

| 31 de octubre de 2007 | Ba        | 1:0 (0:0) | Tafea |  |  |
|                       | Lal 90+3' |           |       |  |  |

| 20 de febrero de 2008 | Tafea                          | 2:1 (1:0) | Ba         |  |  |
|                       | Naprapol 14' · Obed 84' (pen.) |           | Suwamy 60' |  |  |

| 25 de febrero de 2008 | Kossa                          | 2:0 (2:0) | Ba |  |  |
|                       | Kainihewe 8' (a.g.) · Naka 11' |           |    |  |  |

| 26 de marzo de 2008 | Tafea      | 1:1 (0:1) | Kossa    |  |  |
|                     | Sakama 60' |           | Naka 40' |  |  |

| 30 de marzo de 2008 | Ba                        | 2:4 (1:1) | Kossa                                       |  |  |
|                     | Suwamy 45' · Bukalidi 84' |           | Davani 12' · Luwi 51' · Naka 75' · Wale 90' |  |  |

## Final
| 26 de abril de 2008 | Kossa                   | 3:1 (2:0) | Waitakere United | Estadio Lawson Tama, Honiara                              |                                                           |
|                     | Luwi 21' 42' · Naka 89' |           | Perry 48'        | Asistencia: 20 000 espectadores Árbitro(s): Rakesh Varman | Asistencia: 20 000 espectadores Árbitro(s): Rakesh Varman |

| 11 de mayo de 2008 | Waitakere United                                     | 5:0 (2:0) | Kossa | Trusts Stadium, Waitakere                              |                                                        |
|                    | Totori 8' · Emblen 25' · Pearce 72' 77' · Butler 85' |           |       | Asistencia: 6000 espectadores Árbitro(s): Ben Williams | Asistencia: 6000 espectadores Árbitro(s): Ben Williams |

| Bandera de Nueva Zelanda             |
| Campeón Waitakere United 2.do título |

## Estadísticas

### Goleadores
| Jugador      | Equipo           | Goles |
| ------------ | ---------------- | ----- |
| James Naka   | Kossa            | 4     |
| Joe Luwi     | Kossa            | 3     |
| Allan Pearce | Waitakere United | 3     |

### Tabla acumulada
| Equipo | Equipo           | Pts | PJ | PG | PE | PP | GF | GC | Dif | Rend  |
| ------ | ---------------- | --- | -- | -- | -- | -- | -- | -- | --- | ----- |
| 1      | Waitakere United | 11  | 6  | 3  | 2  | 1  | 11 | 6  | 5   | 61,1% |
| 2      | Kossa            | 11  | 6  | 3  | 2  | 1  | 11 | 10 | 1   | 61,1% |
| 3      | Auckland City    | 7   | 4  | 2  | 1  | 1  | 8  | 2  | 6   | 58,3% |
| 4      | Tafea            | 5   | 4  | 1  | 2  | 1  | 4  | 4  | 0   | 41,6% |
| 5      | Ba               | 3   | 4  | 1  | 0  | 3  | 4  | 8  | -4  | 25%   |
| 6      | Manu Ura         | 1   | 4  | 0  | 1  | 3  | 2  | 10 | -14 | 8,3%  |